# Kabinet-Hitler
Het kabinet-Hitler kwam op 30 januari 1933 aan de macht in het Duitse Rijk. Sinds het aannemen van de Machtigingswet op 23 maart 1933 bezat rijkskanselier Adolf Hitler dictatoriale volmachten. Hoewel dit kabinet aanvankelijk slechts vier NSDAP-leden telde, werd dit aantal in de loop der jaren gestadig uitgebreid. In eerste instantie was het een coalitieregering van de NSDAP met de Duitse Nationale Volkspartij (DNVP), maar de conservatieve DNVP werd gedwongen om zichzelf op te heffen.
Met de machtsovername van Hitler eindigde de periode van de Weimarrepubliek en begon die van nazi-Duitsland.
Men kan van een kabinet spreken omdat dit orgaan in 1933 en 1934 inderdaad 42 maal bijeenkwam. In de jaren daarna was er vrijwel geen enkele vergadering van de ministerraad meer. De laatste vergadering was op 5 februari 1938. Men vergaderde of dineerde wel met enkele ministers om praktische zaken af te stemmen maar verder bestond de regeringspraktijk uit audiënties bij Hitler waar instructies werden gegeven.
De "Führer" geloofde hardnekkig in het principe van leiderschap. Zijn ministers moesten zelfstandig leiding kunnen geven en hem gehoorzamen. Door meerdere ministers dezelfde werkgebieden te geven zorgde Hitler voor animositeit en concurrentie. De keerzijde van deze "verdeel en heers"-politiek was chaos, verspilling en verzwakking van de positie van de rijksregering ten faveure van de SS en de Gouwleiders van de NSDAP die als koninkjes regeerden en bevelen uit Berlijn soms negeerden.
In de door Albert Speer vergrote rijkskanselarij in Berlijn was een zaal voor de ministerraad ingericht. In zijn memoires schrijft Speer dat ministers hem soms vroegen of ze "hun" zetel eens mochten zien. Zij keken dan enige minuten zwijgend naar de blauwe map met hun naam. De met hout betimmerde zaal is nooit gebruikt.
De samenzweerders van de 20e juli 1944 zagen in het gebrek aan een politiek en administratief coördinerend orgaan een van de oorzaken voor de wanhopige toestand van Duitsland in het vijfde oorlogsjaar. In hun blauwdruk voor een nieuwe rijksregering zou de "Grote Generale Staf" alle macht krijgen.

## Kabinet–Hitler
| Ambtsbekleder                                           | Ambtsbekleder               | Ambtsbekleder                                                            | Functie(s)                                                | Ambtstermijn                                            | Ambtstermijn     | Partij(en)      |
| ------------------------------------------------------- | --------------------------- | ------------------------------------------------------------------------ | --------------------------------------------------------- | ------------------------------------------------------- | ---------------- | --------------- |
|                                                         | Adolf Hitler                | Führer Adolf Hitler (1889–1945)                                          | Rijkskanselier                                            | 30 januari 1933                                         | 30 april 1945    | NSDAP           |
|                                                         | Franz von Papen             | Erbsälzer Franz von Papen (1879–1969)                                    | Vicekanselier                                             | 30 januari 1933                                         | 7 augustus 1934  | O               |
| Vacant                                                  |                             |                                                                          | Vicekanselier                                             |                                                         |                  |                 |
|                                                         | Wilhelm Frick               | Reichsleiter Wilhelm Frick (1877–1946)                                   | Rijksminister van Binnenlandse Zaken                      | 30 januari 1933                                         | 20 augustus 1943 | NSDAP           |
|                                                         | Heinrich Himmler            | Reichsführer-SS Heinrich Himmler (1900–1945)                             | Rijksminister van Binnenlandse Zaken                      | 20 augustus 1943                                        | 29 april 1945    | NSDAP           |
|                                                         | Paul Giesler                | Gauleiter Paul Giesler (1895–1945)                                       | Rijksminister van Binnenlandse Zaken                      | 29 april 1945                                           | 5 mei 1945       | NSDAP           |
|                                                         | Konstantin von Neurath      | SS-Gruppenführer Freiherr Konstantin von Neurath (1873–1956)             | Rijksminister van Buitenlandse Zaken                      | 1 juni 1932                                             | 4 februari 1938  | O (1933–37)     |
|                                                         | Konstantin von Neurath      | SS-Gruppenführer Freiherr Konstantin von Neurath (1873–1956)             | Rijksminister van Buitenlandse Zaken                      | 1 juni 1932                                             | 4 februari 1938  | NSDAP (1937–38) |
|                                                         | Joachim von Ribbentrop      | SS-Obergruppenführer Joachim von Ribbentrop (1893–1946)                  | Rijksminister van Buitenlandse Zaken                      | 4 februari 1938                                         | 30 april 1945    | NSDAP           |
|                                                         | Arthur Seyss-Inquart        | SS-Obergruppenführer Arthur Seyss-Inquart (1892–1946)                    | Rijksminister van Buitenlandse Zaken                      | 30 april 1945                                           | 7 mei 1945       | NSDAP           |
|                                                         | Werner von Blomberg         | Generaloberst Werner von Blomberg (1878–1946)                            | Rijksminister van Defensie                                | 30 januari 1933                                         | 20 mei 1935      | O               |
| Bevelhebber van de Reichswehr                           | Werner von Blomberg         | Generaloberst Werner von Blomberg (1878–1946)                            |                                                           | 30 januari 1933                                         | 20 mei 1935      | O               |
|                                                         | Werner von Blomberg         | Generalfeldmarschall Werner von Blomberg (1878–1946)                     | Rijksminister van Oorlog                                  | 20 mei 1935                                             | 4 februari 1938  | O               |
| Opperbevelhebber van de Wehrmacht                       | Werner von Blomberg         | Generalfeldmarschall Werner von Blomberg (1878–1946)                     |                                                           | 20 mei 1935                                             | 4 februari 1938  | O               |
|                                                         | Wilhelm Keitel              | Generalfeldmarschall Wilhelm Keitel (1882–1946)                          | Chef van de Oberkommando der Wehrmacht                    | 4 februari 1938                                         | 13 mei 1945      | NSDAP           |
|                                                         | Kurt von Hammerstein-Equord | General der Artillerie Freiherr Kurt von Hammerstein- Equord (1878–1943) | Bevelhebber van de Reichsheer                             | 1 november 1930                                         | 1 februari 1934  | O               |
|                                                         | Werner von Fritsch          | General der Artillerie Freiherr Werner von Fritsch (1880–1939)           | Bevelhebber van de Reichsheer                             | 1 februari 1934                                         | 1 juni 1935      | O               |
|                                                         | Werner von Fritsch          | Generaloberst Freiherr Werner von Fritsch (1880–1939)                    | Chef van de Oberkommando des Heeres                       | 1 juni 1935                                             | 4 februari 1938  | O               |
|                                                         | Walther von Brauchitsch     | Generalfeldmarschall Walther von Brauchitsch (1881–1948)                 | Chef van de Oberkommando des Heeres                       | 4 februari 1938                                         | 19 december 1941 | O               |
|                                                         |                             |                                                                          | Chef van de Oberkommando des Heeres                       | Functie door Hitler overgenomen tot aan zijn overlijden |                  |                 |
|                                                         | Hermann Göring              | Reichsmarschall Hermann Göring (1893–1946)                               | Rijksminister van Luchtvaart                              | 5 mei 1933                                              | 23 april 1945    | NSDAP           |
| Chef van de Oberkommando der Luftwaffe                  | Hermann Göring              | Reichsmarschall Hermann Göring (1893–1946)                               | 26 februari 1935                                          |                                                         | 23 april 1945    | NSDAP           |
| Chef van de Oberkommando der Luftwaffe                  |                             | Robert von Greim                                                         | Generalfeldmarschall Ritter Robert von Greim (1892–1945)  | 25 april 1945                                           | 8 mei 1945       | O               |
|                                                         | Erich Raeder                | Admiral Erich Raeder (1876–1960)                                         | Bevelhebber van de Reichsmarine                           | 1 oktober 1928                                          | 1 juni 1935      | O               |
|                                                         | Erich Raeder                | Großadmiral Erich Raeder (1876–1960)                                     | Chef van de Oberkommando der Kriegsmarine                 | 1 juni 1935                                             | 30 januari 1943  | O               |
|                                                         | Karl Dönitz                 | Großadmiral Karl Dönitz (1891–1980)                                      | Chef van de Oberkommando der Kriegsmarine                 | 30 januari 1943                                         | 1 mei 1945       | O (1943–44)     |
|                                                         | Karl Dönitz                 | Großadmiral Karl Dönitz (1891–1980)                                      | Chef van de Oberkommando der Kriegsmarine                 | 30 januari 1943                                         | 1 mei 1945       | NSDAP (1944–45) |
|                                                         | Lutz Schwerin von Krosigk   | Graf Lutz Schwerin von Krosigk (1887–1977)                               | Rijksminister van Financiën                               | 1 juni 1932                                             | 23 mei 1945      | O (1932–37)     |
|                                                         | Lutz Schwerin von Krosigk   | Graf Lutz Schwerin von Krosigk (1887–1977)                               | Rijksminister van Financiën                               | 1 juni 1932                                             | 23 mei 1945      | NSDAP (1937–45) |
|                                                         | Franz Gürtner               | Franz Gürtner (1881–1941)                                                | Rijksminister van Justitie                                | 1 juni 1932                                             | 29 januari 1941  | DNVP (1932–33)  |
|                                                         | Franz Gürtner               | Franz Gürtner (1881–1941)                                                | Rijksminister van Justitie                                | 1 juni 1932                                             | 29 januari 1941  | O (1933–37)     |
|                                                         | Franz Gürtner               | Franz Gürtner (1881–1941)                                                | Rijksminister van Justitie                                | 1 juni 1932                                             | 29 januari 1941  | NSDAP (1937–41) |
|                                                         | Franz Schlegelberger        | Franz Schlegelberger (1876–1970)                                         | Rijksminister van Justitie                                | 29 januari 1941                                         | 24 augustus 1942 | NSDAP           |
|                                                         | Otto Georg Thierack         | Otto Georg Thierack (1889–1946)                                          | Rijksminister van Justitie                                | 24 augustus 1942                                        | 5 mei 1945       | NSDAP           |
|                                                         | Alfred Hugenberg            | Alfred Hugenberg (1865–1951)                                             | Rijksminister van Economische Zaken                       | 30 januari 1933                                         | 29 juni 1933     | DNVP            |
|                                                         | Kurt Schmitt                | Kurt Schmitt (1889–1950)                                                 | Rijksminister van Economische Zaken                       | 29 juni 1933                                            | 3 augustus 1934  | NSDAP           |
|                                                         | Hjalmar Schacht             | Hjalmar Schacht (1877–1970)                                              | Rijksminister van Economische Zaken                       | 3 augustus 1934                                         | 26 november 1937 | O               |
|                                                         | Hermann Göring              | Generaloberst Hermann Göring (1893–1946)                                 | Rijksminister van Economische Zaken                       | 26 november 1937                                        | 5 februari 1938  | NSDAP           |
|                                                         | Walther Funk                | Walther Funk (1890–1960)                                                 | Rijksminister van Economische Zaken                       | 5 februari 1938                                         | 8 mei 1945       | NSDAP           |
|                                                         | Fritz Todt                  | SA- Obergruppenführer Fritz Todt (1891–1942)                             | Rijksminister van Bewapening en Munitie                   | 17 maart 1940                                           | 8 februari 1942  | NSDAP           |
|                                                         | Albert Speer                | Haupt-Befehlsleiter Albert Speer (1905–1981)                             | Rijksminister van Bewapening en Munitie                   | 8 februari 1942                                         | 1 september 1943 | NSDAP           |
| Rijksminister van Bewapening en Oorlogsproductie        | Albert Speer                | Haupt-Befehlsleiter Albert Speer (1905–1981)                             | 1 september 1943                                          | 30 april 1945                                           |                  | NSDAP           |
|                                                         | Joseph Goebbels             | Reichsleiter Joseph Goebbels (1897–1945)                                 | Rijksminister van Volksvoorlichting en Propaganda         | 15 maart 1933                                           | 30 april 1945    | NSDAP           |
|                                                         | Franz Seldte                | SA- Obergruppenführer Franz Seldte (1882–1947)                           | Rijksminister van Arbeid                                  | 30 januari 1933                                         | 30 april 1945    | DNVP (1933)     |
|                                                         | Franz Seldte                | SA- Obergruppenführer Franz Seldte (1882–1947)                           | Rijksminister van Arbeid                                  | 30 januari 1933                                         | 30 april 1945    | NSDAP (1933–45) |
|                                                         | Bernhard Rust               | Gauleiter Bernhard Rust (1883–1945)                                      | Rijksminister van Cultuur, Wetenschap en Onderwijs        | 1 mei 1934                                              | 30 april 1945    | NSDAP           |
|                                                         | Andreas Scheuer             | Paul von Eltz-Rübenach (1875–1943)                                       | Rijksminister van Verkeer                                 | 1 juni 1932                                             | 2 februari 1937  | O               |
|                                                         | Julius Dorpmüller           | Julius Dorpmüller (1869–1945)                                            | Rijksminister van Verkeer                                 | 2 februari 1937                                         | 23 mei 1945      | O (1937–41)     |
|                                                         | Julius Dorpmüller           | Julius Dorpmüller (1869–1945)                                            | Rijksminister van Verkeer                                 | 2 februari 1937                                         | 23 mei 1945      | NSDAP (1941–45) |
|                                                         | Alfred Hugenberg            | Alfred Hugenberg (1865–1951)                                             | Rijksminister van Voedsel en Landbouw                     | 30 januari 1933                                         | 29 juni 1933     | DNVP            |
|                                                         | Walther Darré               | Reichsleiter Walther Darré (1895–1953)                                   | Rijksminister van Voedsel en Landbouw                     | 29 juni 1933                                            | 23 mei 1942      | NSDAP           |
|                                                         | Herbert Backe               | Reichsleiter Herbert Backe (1896–1947)                                   | Rijksminister van Voedsel en Landbouw                     | 23 mei 1942                                             | 23 mei 1945      | NSDAP           |
|                                                         | Andreas Scheuer             | Paul von Eltz-Rübenach (1875–1943)                                       | Rijksminister van Posterijen                              | 1 juni 1932                                             | 2 februari 1937  | O               |
|                                                         | Wilhelm Ohnesorge           | NSKK- Obergruppenführer Wilhelm Ohnesorge (1872–1962)                    | Rijksminister van Posterijen                              | 2 februari 1937                                         | 30 april 1945    | NSDAP           |
|                                                         | Hanns Kerrl                 | SA- Obergruppenführer Hanns Kerrl (1887–1941)                            | Rijksminister van Erediensten                             | 15 juli 1935                                            | 15 december 1941 | NSDAP           |
|                                                         | Hermann Muhs                | SS-Oberführer Hermann Muhs (1894–1962)                                   | Rijksminister van Erediensten                             | 15 december 1941                                        | 8 mei 1945       | NSDAP           |
|                                                         | Alfred Rosenberg            | Reichsleiter Alfred Rosenberg (1893–1946)                                | Rijksminister van Oost-Europa                             | 1 juli 1941                                             | 30 april 1945    | NSDAP           |
| Ministers zonder portefeuille                           |                             |                                                                          |                                                           |                                                         |                  |                 |
| Ambtsbekleder                                           | Ambtsbekleder               | Ambtsbekleder                                                            | Functie(s)                                                | Ambtstermijn                                            | Ambtstermijn     | Partij(en)      |
|                                                         | Hermann Göring              | SA- Obergruppenführer Hermann Göring (1893–1946)                         | Rijksminister voor Luchtvaart Zaken                       | 30 januari 1933                                         | 27 april 1933    | NSDAP           |
|                                                         | Rudolf Hess                 | Reichsleiter Rudolf Hess (1894–1987)                                     | Minister zonder portefeuille                              | 1 december 1933                                         | 10 mei 1941      | NSDAP           |
| Stellvertreters des Führers                             | Rudolf Hess                 | Reichsleiter Rudolf Hess (1894–1987)                                     |                                                           | 1 december 1933                                         | 10 mei 1941      | NSDAP           |
|                                                         | Ernst Röhm                  | Reichsleiter Ernst Röhm (1887–1934)                                      | Minister zonder portefeuille                              | 2 december 1933                                         | 1 juli 1934      | NSDAP           |
| Stabschef van de Sturmabteilung                         | Ernst Röhm                  | Reichsleiter Ernst Röhm (1887–1934)                                      |                                                           | 2 december 1933                                         | 1 juli 1934      | NSDAP           |
|                                                         | Hans Frank                  | Reichsleiter Hans Frank (1900–1946)                                      | Minister zonder portefeuille                              | 19 december 1934                                        | 30 april 1945    | NSDAP           |
| Generalgouverneur van het Generaal- gouvernement        | Hans Frank                  | Reichsleiter Hans Frank (1900–1946)                                      | 26 oktober 1939                                           | 19 januari 1945                                         |                  | NSDAP           |
|                                                         | Arthur Seyss-Inquart        | SS-Obergruppenführer Arthur Seyss-Inquart (1892–1946)                    | Minister zonder portefeuille                              | 1 mei 1939                                              | 30 april 1945    | NSDAP           |
| Reichskommissar van het Reichskommissariat Niederlande  | Arthur Seyss-Inquart        | SS-Obergruppenführer Arthur Seyss-Inquart (1892–1946)                    |                                                           | 1 mei 1939                                              | 30 april 1945    | NSDAP           |
|                                                         | Wilhelm Frick               | Reichsleiter Wilhelm Frick (1877–1946)                                   | Minister zonder portefeuille                              | 20 augustus 1943                                        | 30 april 1945    | NSDAP           |
| Reichsprotektor van het Protectoraat Bohemen en Moravië | Wilhelm Frick               | Reichsleiter Wilhelm Frick (1877–1946)                                   |                                                           | 20 augustus 1943                                        | 30 april 1945    | NSDAP           |
|                                                         | Hans Lammers                | SS-Obergruppenführer Hans Lammers (1879–1962)                            | Minister zonder portefeuille                              | 26 november 1937                                        | 23 april 1945    | NSDAP           |
| Stafchef van de Rijkskanselarij                         | Hans Lammers                | SS-Obergruppenführer Hans Lammers (1879–1962)                            |                                                           | 26 november 1937                                        | 23 april 1945    | NSDAP           |
|                                                         | Otto Meißner                | Otto Meißner (1880–1953)                                                 | Minister zonder portefeuille                              | 1 december 1937                                         | 30 april 1945    | NSDAP           |
| Stafchef van de Reichspräsident                         | Otto Meißner                | Otto Meißner (1880–1953)                                                 |                                                           | 1 december 1937                                         | 30 april 1945    | NSDAP           |
|                                                         | Hjalmar Schacht             | Hjalmar Schacht (1877–1970)                                              | Minister zonder portefeuille                              | 26 november 1937                                        | 22 januari 1943  | O               |
| President van de Reichsbank                             | Hjalmar Schacht             | Hjalmar Schacht (1877–1970)                                              | 20 januari 1939                                           | 26 november 1937                                        |                  | O               |
|                                                         | Martin Bormann              | Reichsleiter Martin Bormann (1900–1945)                                  | Minister zonder portefeuille                              | 29 mei 1941                                             | 30 april 1945    | NSDAP           |
| Secretaris van de Parteikanzlei                         | Martin Bormann              | Reichsleiter Martin Bormann (1900–1945)                                  |                                                           | 29 mei 1941                                             | 30 april 1945    | NSDAP           |
|                                                         | Konstantin Hierl            | Reichsleiter Konstantin Hierl (1875–1955)                                | Minister zonder portefeuille                              | 24 augusus 1943                                         | 30 april 1945    | NSDAP           |
| Chef van de Reichsarbeitsdienst                         | Konstantin Hierl            | Reichsleiter Konstantin Hierl (1875–1955)                                |                                                           | 24 augusus 1943                                         | 30 april 1945    | NSDAP           |
|                                                         | Karl Hermann Frank          | SS-Obergruppenführer Karl Hermann Frank (1898–1946)                      | Staatssecretaris voor het Protectoraat Bohemen en Moravië | 20 augustus 1942                                        | 30 april 1945    | NSDAP           |

Adolf Hitler · Franz von Papen · Konstantin von Neurath · Joachim von Ribbentrop · Wilhelm Frick · Heinrich Himmler · Lutz Schwerin von Krosigk · Alfred Hugenberg · Kurt Schmitt · Hjalmar Schacht · Hermann Göring · Walther Funk · Franz Seldte · Franz Gürtner · Franz Schlegelberger · Otto Georg Thierack · Werner von Blomberg · Wilhelm Keitel · Freiherr von Eltz-Rübenach · Julius Heinrich Dorpmüller · Wilhelm Ohnesorge · Walther Darré · Herbert Backe · Joseph Goebbels · Bernhard Rust · Fritz Todt · Albert Speer · Alfred Rosenberg · Hanns Kerrl · Hermann Muhs · Otto Meißner · Hans Heinrich Lammers · Martin Bormann · Karl Hermann Frank · Rudolf Hess · Ernst Röhm · Paul Giesler